# Puding
Puding je vrsta sladice, narejena iz mleka, smetane, jajc in drugih sestavin, ki mu dajo okus.

## Zgodovina
Jedi, narejene iz jajc in mleka, strjene z vročino, so poznali že v srednjem veku (od tod angleška beseda "custard" - strjena skorja). Vanje so dajali meso, ribe in sadje, jajca in mleko pa so jed povezale skupaj.

## Oblika
Puding v končni obliki izgleda kot neprosojna želatina. Še neohlajen izgleda kot nekakšen gel, na kateremu nastane skorja.